# Hans Davidsen-Nielsen
Hans Davidsen-Nielsen (født 24. juli 1968) er en dansk journalist og forfatter.
Davidsen-Nielsen er søn af psykoterapeut og forfatter Marianne Davidsen-Nielsen og professor emeritus og tidligere formand for Dansk Sprognævn Niels Davidsen-Nielsen. Han er ud af en søskendeflok på tre, hvor af Mette Davidsen-Nielsen er en af dem. Han blev uddannet på Danmarks Journalisthøjskole i 1994.
Han har blandt andet beskæftiget sig med efterretningstjenesternes historie og skrevet Spionernes krig (2008) om Forsvarets Efterretningstjeneste og En højere sags tjeneste – PET under den kolde krig (2007) om Politiets Efterretningstjeneste.
Tidligere har han skrevet Værnet: den danske SS-læge i Buchenwald (2002) om Carl Værnet og Danskeren på Guantanamo: den personlige beretning (2004) om Slimane Hadj Abderrahmane.
Som journalist er Davidsen-Nielsen ansat på Politiken og har tidligere været ansat på Weekendavisen og Jyllands-Posten.

## Udvalgt bibliografi
- Værnet: den danske SS-læge i Buchenwald (2002)
- Danskeren på Guantánamo: den personlige beretning (2004)
- En højere sags tjeneste: PET under den kolde krig (2006)
- Danmark i krig: en krønike om kampen mod terror (2007)
- Spionernes krig: historien om Forsvarets Efterretningstjeneste (2008)
- Hypokonderens død (2014)
- Løgnen om en sand ven (2017)
- Spion blandt venner: Statshemmeligheden der ændrede Danmark (2022)